# Can Feliu de Merola
Can Feliu de Manola es una construcción de Pineda de Mar (Maresme), incluida en el Inventario del Patrimonio Arquitectónico de Cataluña. Era una masía de planta y piso con tejado de dos vertientes y estructurada con tres cuerpos. La masía fue evolucionando con el paso del tiempo, yen las actividades agrícolas y necesidades. Es un caso típico de campesinado acomodado catalán. Esta masía está muy cerca de torre de Manola, conjunto arquitectónico formado por un caserón, la capilla de Santa Ana y una torre de vigilancia. (En algunos sitios, aparece nombrada como Merola, pero su nombre correcto es Manola, topónimo que proviene de su antiguo escudo, que era una mano o «manopla» marcada sobre el escudo).

## Descripción
Con una estructura de tres cuerpos perpendiculares a la fachada principal, que puede considerarse buena de proporciones. El portal redondo y las tres ventanas del piso son de su época: portal adovelado y ventanas rectangulares con dintel decorado con elementos góticos. El tejado está a dos vertientes. El interior de la entrada con la escalera y su mirador taladrado. A la derecha, la cocina, con buen faldar, horno y fregadero, y paso a la dependencia posterior, de servicio de la casa, y despensa. A la izquierda, la bodega.

## Historia
Conserva su estructura original; no ha tenido muchas modificaciones, excepto las ampliaciones: un cuerpo nuevo a su derecha y, en la esquina izquierda, un cuerpo que cierra el patio adelante. La estructura de la cubierta se ha reformado con elementos más modernos. 